# Campeonato Alemão de Voleibol Feminino – Divisão I
O  Campeonato Alemão de Voleibol Feminino - Divisão I  foi a principal competição de clubes de voleibol feminino da Alemanha antes da unificação,  e até 1957 era o único torneio.A competição, chamado de Bundesliga, das duas primeiras divisões (I e II) era organizado pela Associação Esportiva Alemã de Voleibol  em alemão: Deutscher Sportverband Volleyball (DSV).

## Histórico
Antes da unificação da Alemanha a Associação Esportiva Alemã de Voleibol [Deutscher Sportverband Volleyball (DSV)] organizou O torneio nacional de 1951 a 1957, como único, e a partir deste ano era paralelamente com o da Federação Alemã de Voleibol  em alemão: Deutsche Volleyball-Verband (DVV), e foi realizado até 1991: